# Mayuko Hagiwara
Mayuko Hagiwara (født 16. oktober 1986) er en japansk cykelrytter som konkurrerer i landevejscykling. Hun repræsenterede Japan under Sommer-OL 2012 i London, hvor hun ikke gennemførte landevejsløbet.